# Chelostoma tetramerum
Chelostoma tetramerum är en biart som beskrevs av Michener 1942. Chelostoma tetramerum ingår i släktet blomsovarbin, och familjen buksamlarbin. Inga underarter finns listade i Catalogue of Life.